# Emeka Nwajiobi
Chukwuemeka Nwajiobi, conosciuto più comunemente come Emeka Nwajiobi (Nibo Awka, 25 maggio 1959) è un ex calciatore nigeriano, di ruolo attaccante.

## Biografia
In giovane età, pur avendo ricevuto delle offerte da club professionistici, preferì continuare gli studi (laureandosi in farmacia) prima di iniziare un'eventuale carriera nel calcio professionistico; al termine della stagione 1987-1988, nella quale subì un grave infortunio (rottura del pollice di un piede) da cui faticava a recuperare (aveva infatti giocato 2 sole partite dopo l'infortunio), decise di ritirarsi all'età di 29 anni per dedicarsi ad una carriera da farmacista.

## Caratteristiche tecniche
Era dotato di un'ottima velocità e di buon fiuto per il gol.

## Carriera
Dopo aver giocato in Isthmian League (all'epoca sesta divisione inglese) con i semiprofessionisti di Barking e Dulwich Hamlet, nel novembre del 1983 viene ingaggiato dal Luton Town, club di prima divisione, con cui nella sua prima stagione da professionista gioca 4 partite e segna una rete (al suo esordio assoluto, in una sconfitta casalinga per 3-2 contro il Nottingham Forest il 2 gennaio 1984); l'anno seguente gioca stabilmente da titolare, collezionando 29 presenze e 9 reti in campionato ed una presenza in FA Cup. Nella stagione 1985-1986 mette invece a segno 5 reti in 21 presenze, a cui aggiunge 6 presenze nella stagione 1986-1987 e 12 presenze e 2 reti nella stagione 1987-1988, l'ultima della sua carriera, nella quale peraltro vince una Coppa di Lega.

## Palmarès

### Club

#### Competizioni nazionali
- Coppa di Lega inglese: 1

Luton Town: 1987-1988